# Kitzscher
Kitzscher é um município da Alemanha, situado no distrito de Leipzig, no estado da Saxônia. Tem 28,99 km² de área, e sua população em 2019 foi estimada em 5.000 habitantes.